# Tassadiinae
Tassadiinae là danh pháp khoa học của một phân tông thực vật có hoa trong tông Asclepiadeae thuộc phân họ Asclepiadoideae của họ Apocynaceae.

## Phân loại
Phân tông này gồm 1 chi như sau:
- Tassadia (gồm cả Stenomeria).[2]